# Panamericano de Rugby 2003
El Panamericano de Rugby de 2003 fue la quinta y última edición de este torneo organizado por la Asociación Panamericana de Rugby. Se trató de un cuadrangular entre las selecciones sudamericanas de Argentina y Uruguay y las norteamericanas de Canadá y Estados Unidos diputado en Buenos Aires, Argentina.

## Equipos participantes
- Selección de rugby de Argentina (Los Pumas)
- Selección de rugby de Canadá (Canucks)
- Selección de rugby de Estados Unidos (Las Águilas)
- Selección de rugby de Uruguay (Los Teros)

## Posiciones[2]
| Pos. | Equipo         | Encuentros | Encuentros | Encuentros | Encuentros | Tantos  | Tantos    | Tantos     | Puntos |
| Pos. | Equipo         | jugados    | ganados    | empatados  | perdidos   | a favor | en contra | diferencia | Puntos |
| ---- | -------------- | ---------- | ---------- | ---------- | ---------- | ------- | --------- | ---------- | ------ |
| 1    | Argentina      | 3          | 3          | 0          | 0          | 161     | 30        | + 131      | 6      |
| 2    | Estados Unidos | 3          | 2          | 0          | 1          | 74      | 79        | - 5        | 4      |
| 3    | Canadá         | 3          | 1          | 0          | 2          | 63      | 108       | - 45       | 2      |
| 4    | Uruguay        | 3          | 0          | 0          | 3          | 28      | 109       | - 81       | 0      |

Nota: Se otorgan 2 puntos al equipo que gane un partido, 1 al que empate y 0 al que pierda

## Resultados[3]

### Primera fecha
| 23 de agosto | Argentina | 42 - 8  | Estados Unidos | Buenos Aires Cricket and Rugby Club,                               |                                                                    |
|              |           | Reporte |                | Asistencia: 6000 espectadores · Árbitro(s): Bruce Kuklinski Canadá | Asistencia: 6000 espectadores · Árbitro(s): Bruce Kuklinski Canadá |

| 23 de agosto | Canadá | 21 - 11 | Uruguay | Buenos Aires Cricket and Rugby Club,   |                                        |
|              |        | Reporte |         | Árbitro(s): Santiago Borsani Argentina | Árbitro(s): Santiago Borsani Argentina |

### Segunda fecha
| 27 de agosto 17:30 | Canadá | 20 - 35 | Estados Unidos | Club Atlético de San Isidro,         |                                      |
|                    |        | Reporte |                | Árbitro(s): Santiago Slinger Uruguay | Árbitro(s): Santiago Slinger Uruguay |

| 27 de agosto 19:30 | Argentina | 57 - 0  | Uruguay | Club Atlético de San Isidro,                                                |                                                                             |
|                    |           | Reporte |         | Asistencia: 5000 espectadores Árbitro(s): Alan William Klemp Estados Unidos | Asistencia: 5000 espectadores Árbitro(s): Alan William Klemp Estados Unidos |

### Tercera fecha
| 30 de agosto | Argentina | 62 - 22 | Canadá | Buenos Aires Cricket and Rugby Club, |                                      |
|              |           | Reporte |        | Árbitro(s): Shaun Veldsman Sudáfrica | Árbitro(s): Shaun Veldsman Sudáfrica |

| 30 de agosto | Estados Unidos | 31 - 17 | Uruguay | Buenos Aires Cricket and Rugby Club,   |                                        |
|              |                | Reporte |         | Árbitro(s): Santiago Borsani Argentina | Árbitro(s): Santiago Borsani Argentina |

| Bandera de Argentina |
| Campeón Argentina    |
| Quinto título        |